# 劉普 (真定王)
刘普（前1世纪—前8年），西汉宗室，即真定共王。汉景帝幼子常山宪王刘舜的六世孙。
汉成帝阳朔二年（前23年）真定安王刘雍病故，阳朔三年（前22年）刘雍的儿子刘普嗣位，是年为共王元年。刘普在位十五年，绥和元年（前8年）刘普病故，谥号共，绥和二年（前7年）他的儿子真定王劉楊嗣位。刘普的子女有劉楊、临邑侯刘让、信昌侯劉廣（元始五年閏月丁酉封，四年免）、女儿郭主（汉光武帝皇后郭圣通的母亲）。